# Crucifix (Cellini)
Pour les articles homonymes, voir Crucifix (homonymie).
Le Crucifix de Benvenuto Cellini est une sculpture représentant le Christ crucifié réalisée en marbre blanc de Carrare par Benvenuto Cellini entre 1556 et 1562. La sculpture de Christ est placée sur une croix de marbre noir superposée sur une autre en bois. Elle est conservée dans la basilique du monastère de Saint-Laurent à l'Escurial, en Espagne.

## Description
Le Christ est représenté complètement nu mais son sexe est couvert d'un pagne de pureté (perizonium) qui peut être retiré. Son corps brillant contraste avec le marbre noir de la croix sur laquelle il se détache et aussi avec l'obscurité qui règne dans la chapelle du monastère où il est conservé. La tête du Christ, qui ne porte pas couronne d'épines, est légèrement inclinée sur l'épaule droite; ses lèvres et ses yeux sont entrouverts après avoir expiré son dernier souffle.
Les dimensions de l'œuvre sont de 184 centimètres de hauteur pour 186 centimètres d'envergure. À ses pieds figure l'inscription :
BENUEN     

UTUS.CEL

LINUS.CIU     

IS.FLORE     

NT.FACIER     

AT.MDLXII
L'anatomie du corps du Christ est réalisée avec un grand réalisme.

## Histoire

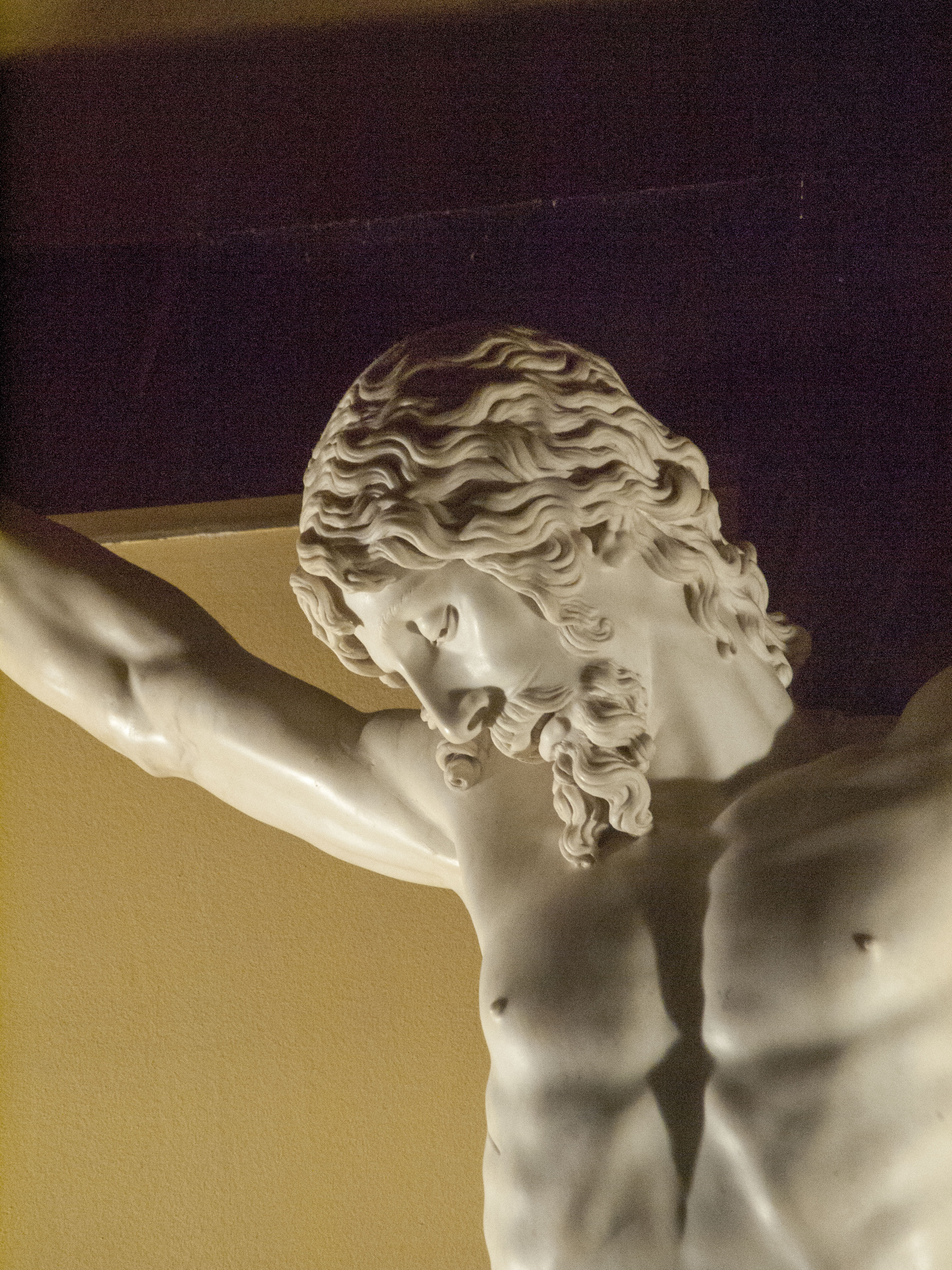
Détail de la tête.

Le Crucifix est réalisé par Cellini après une période de désolation spirituelle lors de son séjour en prison à Rome, d'abord à la carceri di Tor di Nona (it) puis au château Saint-Ange où le sculpteur avait été emprisonné en 1539, accusé d'avoir volé, après le sac de Rome de 1527, quelques pierres précieuses de la tiare pontificale. Le récit de Cellini sur cette expérience est l'un des plus extraordinaires et passionnants de ceux contenus dans sa Vita. Isolé « dans une pièce très sombre, où il y avait beaucoup d'eau, pleine de tarentules et de nombreux vers venimeux », Cellini, horrifié, dit avoir trouvé du réconfort en lisant la Bible et en priant devant des images qu'il a lui-même tracées sur le mur de la cellule. Dans l'obscurité presque absolue qui régnait dans cette cellule fétide, désespéré, il gémit en invoquant Dieu pour lui permettre de voir la lumière du soleil pour la dernière fois.
À ce même moment, mené par « un jeune homme avec une première barbe, au visage merveilleux, beau, mais austère, non lascif », il a la vision d'un soleil rayonnant qui, une fois les rayons disparus, commence à s'élargir et à gonfler pour devenir une sphère lumineuse. À l'intérieur de ce globe, les images d'un Christ crucifié, de la Vierge à l'enfant intronisée et de Saint Pierre se profilent. Cellini demande alors à ses geôliers de la cire pour représenter le Christ tel qu'il était apparu dans la vision.
Après sa libération, grâce à l'intercession du cardinal Hippolyte d'Este, et ayant conservé le modèle en cire, après une vingtaine d'années, il décide de réaliser une sculpture en marbre pour sa propre tombe en se basant sur le modèle en cire. Dans un testament de 1555, le sculpteur désire que son corps repose dans la basilique Santa Maria Novella à Florence.
Vingt ans plus tard, le sculpteur décide d'accomplir sa promesse, avec l'intention que la sculpture soit mise sur sa tombe. Pourtant, par une demande du duc Cosme I de Médici, qui l'a vue dans son atelier et a proposé de l'acheter, la sculpture passe dans la collection du Palais Pitti.
En 1576, le crucifix est offert par le grand-duc de Toscane François Ier de Médicis au roi Philippe II d'Espagne, et envoyé spécialement depuis Florence pour « parachever son église de Saint-Laurent de l'Escorial ».
Après une restauration en 1994, le Christ est placé dans la chapelle des Docteurs, à l'angle nord-ouest de la basilique.

## Littérature
- Bonaventura Bassegoda i Hugas, El Escorial como museo, Barcelone : Ediciones Universitat Barcelona, 2002